# زبابة نيومكسيكو
زبابة نيومكسيكو (الاسم العلمي: Sorex neomexicanus) (بالإنجليزية: New Mexico Shrew)‏ هو نوع من الحيوانات يتبع جنس الزبابة من الفصيلة الزبابات.